# Setouchi (Kagoshima)
Setouchi (瀬戸内町?, Setouchi-chō) è una cittadina giapponese della Sottoprefettura di Ōshima, che fa parte della prefettura di Kagoshima. La municipalità occupa la zona meridionale di Amami Ōshima, la maggiore delle isole Amami, che sono situate nell'estremo sud del paese e nella parte centro settentrionale dell'arcipelago delle Ryūkyū. Sotto la giurisdizione comunale ricadono anche i territori delle isole Kakeromajima, Yoroshima, Ukeshima ed altre minori, tutte in prossimità della costa meridionale di Amami Ōshima. Insieme ad altre municipalità delle Amami forma il Distretto di Ōshima.
A tutto il 1º luglio 2012, Setouchi aveva 9.580 abitanti distribuiti su una superficie di 239,92 km², per una densità di 39,93 ab./km² della prefettura di Kagoshima.